# H.M. Tennent
Henry Moncrieff Tennent, conosciuto comunemente come H.M. Tennent o Harry Tennent (1879 – 1941), è stato un produttore teatrale, impresario teatrale e compositore britannico.

## Carriera
Dal 1929 al 1933 è stato il mentore di Binkie Beaumont, dopo aver lavorato precedentemente con lui a Cardiff. Nel 1993 Henry, già Gestore Generale del Drury Lane e Direttore dell'Assistenza Amministrativa al teatro Moss Empire, persuase i palcoscenici del Moss Empire e dell'Howard & Wyndham ad amalgamarsi, in modo da poter produrre in modo migliore spettacoli teatrali seri. H.M. e Binkie Beaumont divennero i capi esecutivi della nuova compagnia risultante dalla fusione. La loro prima produzione, messa in scena nel 1936 al Queen's Theatre, fu un fallimento, tuttavia più tardi quello stesso anno i due formalizzarono la loro società dandole il nome di HM Tennent Ltd, i cui uffici erano situati all'ultimo piano del Globe Theatre, l'attuale Gielgud. Fu da allora che la compagnia iniziò ad avere successo. H.M. Tennent morì di infarto nel 1941, e alla lettura del suo testamento Binkie Beaumont scoprì di non essere affatto nominato nelle sue ultime volontà. Divenne tuttavia Direttore Amministrativo della compagnia, essendone l'unico capo rimasto.